# Giacomo De Franchi Toso
Giacomo De Franchi Toso a été le 109e doge de Gênes du 1er août 1648 au 1er août 1650.